# Éric Blareau
Eric Blareau (1958. október 25. –) belga nemzetközi labdarúgó-játékvezető.

## Pályafutása

### Nemzeti játékvezetés
1984-ben lett az I. Liga játékvezetője. Belgium legfiatalabb élvonalbeli játékvezetője. A nemzeti játékvezetéstől 2004-ben vonult vissza.

#### Nemzeti kupamérkőzések
Vezetett Kupa-döntők száma: 2.

##### Belga labdarúgó-szuperkupa
| Időpont            | Helyszín                                | Mérkőzés típusa | Mérkőzés               | Eredmény | Nézők száma |
| ------------------ | --------------------------------------- | --------------- | ---------------------- | -------- | ----------- |
| 1998. augusztus 8. | Jan Breydel Stadion, Bruges             | döntő           | FC Bruges–RC Genk      | 2 : 1    | 1 700       |
| 2000. augusztus 5. | Constant Vanden Stock Stadion, Brüsszel | döntő           | RSC Anderlecht–RC Genk | 3 : 1    | 15 000      |

### Nemzetközi játékvezetés
A Belga labdarúgó-szövetség Játékvezető Bizottsága (JB) 1993-tól terjesztette fel nemzetközi játékvezetőnek, a Nemzetközi Labdarúgó-szövetség (FIFA) bíróinak keretébe. Több nemzetek közötti válogatott és klubmérkőzést vezetett, működő társának partbíróként segített, vagy 4. bíróként tevékenykedett. A belga nemzetközi játékvezetők rangsorában, a világbajnokság-Európa-bajnokság sorrendjében többedmagával a 10. helyet foglalja el 6 találkozó szolgálatával. Az aktív nemzetközi játékvezetéstől 2004-ben búcsúzott.

#### Labdarúgó-világbajnokság

##### U17-es labdarúgó-világbajnokság
Japán rendezte az 5., az 1993-as U17-es labdarúgó-világbajnokságot, ahol a FIFA JB hivatalnokként foglalkoztatta.

###### 1993-as U17-es labdarúgó-világbajnokság
| Időpont             | Helyszín                   | Mérkőzés típusa              | Mérkőzés     | Eredmény | Nézők száma |
| ------------------- | -------------------------- | ---------------------------- | ------------ | -------- | ----------- |
| 1993. augusztus 24. | Városi Stadion, Kóbe       | csoportmérkőzés (A. csoport) | Ghána–Mexikó | 4 : 1    | 9 000       |
| 1993. augusztus 26. | Központi Stadion, Hirosima | csoportmérkőzés (D. csoport) | Kína–Tunézia | 0 : 1    | 4 851       |

---
A világbajnoki döntőhöz vezető úton Egyesült Államokba a XV., az 1994-es labdarúgó-világbajnokságra és Franciaországba a XVI., az 1998-as labdarúgó-világbajnokságra a FIFA JB bíróként alkalmazta.

##### 1994-es labdarúgó-világbajnokság

###### Selejtező mérkőzés
| Időpont            | Helyszín                 | Mérkőzés típusa                | Mérkőzés              | Eredmény | Nézők száma |
| ------------------ | ------------------------ | ------------------------------ | --------------------- | -------- | ----------- |
| 1993. január 18.   | Cidadela Stadion, Luanda | Afrika (CAF) zóna (C. csoport) | Angola–Egyiptom       | 0 : 0    |             |
| 1993. november 10. | Luz Stadion, Lisszabon   | előselejtező (1. csoport)      | Portugália–Észtország | 3 : 0    | 105 000     |

##### 1998-as labdarúgó-világbajnokság

###### Selejtező mérkőzés
| Időpont          | Helyszín                     | Mérkőzés típusa           | Mérkőzés           | Eredmény | Nézők száma |
| ---------------- | ---------------------------- | ------------------------- | ------------------ | -------- | ----------- |
| 1996. október 9. | Renato Curi Stadion, Perugia | előselejtező (2. csoport) | Olaszország–Grúzia | 1 : 0    | 16 146      |

#### Labdarúgó-Európa-bajnokság
Az európai-labdarúgó torna döntőjéhez vezető úton Angliába a X., az 1996-os labdarúgó-Európa-bajnokságra, Belgiumba és Hollandiába a XI., a 2000-es labdarúgó-Európa-bajnokságra, valamint Portugáliába a XII., a 2004-es labdarúgó-Európa-bajnokságra az UEFA JB játékvezetőként foglalkoztatta.

##### 1996-os labdarúgó-Európa-bajnokság

###### Selejtező mérkőzés
| Időpont          | Helyszín               | Mérkőzés típusa           | Mérkőzés            | Eredmény | Nézők száma |
| ---------------- | ---------------------- | ------------------------- | ------------------- | -------- | ----------- |
| 1994. október 9. | Daugavas Stadion, Riga | előselejtező (6. csoport) | Litvánia–Portugália | 1 : 1    | 5 400       |

##### 2000-es labdarúgó-Európa-bajnokság

###### Selejtező mérkőzés
| Időpont             | Helyszín                    | Mérkőzés típusa           | Mérkőzés             | Eredmény | Nézők száma |
| ------------------- | --------------------------- | ------------------------- | -------------------- | -------- | ----------- |
| 1998. szeptember 5. | Laugardalsvöllur, Reykjavik | előselejtező (4. csoport) | Izland–Franciaország | 1 : 1    | 10 382      |

##### 2004-es labdarúgó-Európa-bajnokság

###### Selejtező mérkőzés
| Időpont              | Helyszín                 | Mérkőzés típusa           | Mérkőzés     | Eredmény | Nézők száma |
| -------------------- | ------------------------ | ------------------------- | ------------ | -------- | ----------- |
| 2003. szeptember 10. | Atatürk Stadion, Antalya | előselejtező (1. csoport) | Izrael–Málta | 2 : 2    | 1 300       |